# Winfried Schrammek
Winfried Schrammek (* 7. Juni 1929 in Breslau; † 4. März 2017 in Leipzig) war ein deutscher Musikwissenschaftler und Organist.

## Leben

### Ausbildung
Winfried Schrammek, Sohn eines Vermessungsingenieurs, erhielt seinen ersten Orgelunterricht als Schüler des Herzog-Friedland-Gymnasiums in Sagan durch seinen Musiklehrer Gustav Mikeleitis. Im Alter von 15 Jahren wurde er zum Kriegsdienst eingezogen. Nach Kriegsende wurde er mit den Eltern aus der schlesischen Heimat vertrieben. In Jena legte er 1948 das Abitur ab und begann zunächst ein zweijähriges Studium der Kirchenmusik an der Musikhochschule Weimar, das er mit der Mittleren Staatlichen Prüfung für Kirchenmusiker abschloss. Anschließend studierte er bis 1953 an der Universität Jena Musikwissenschaft, Germanistik und Völkerkunde. Nach einer dreijährigen Aspirantur an der Jenaer Universität wurde er dort 1956 bei Heinrich Besseler promoviert. Sein Dissertationsthema lautete: Das deutsche Lied in den deutschen Orgeltabulaturen des 15. Jahrhunderts unter besonderer Berücksichtigung des Buxheimer Orgelbuches.

### Wissenschaftliche Tätigkeit
In den Jahren 1956 bis 1962 war Schrammek wissenschaftlicher Mitarbeiter der Musikabteilung am Institut für Volkskunstforschung in Leipzig. Während dieser Tätigkeit redigierte er Volksliedausgaben und arbeitete in der Feldforschung zur Harzer Volkskunde, hierbei besonders über das Birkenblattblasen. Früchte dieser Arbeit waren die im Friedrich Hofmeister Musikverlag unter seiner Federführung erschienene Reihe Volkslieder aus deutschen Landschaften und andere Publikationen zum Brauchtum im Harz.
1962 begann er als wissenschaftlicher Mitarbeiter seine berufliche Laufbahn am Musikinstrumenten-Museum der Universität Leipzig. 1977 wurde er zum Kustos, 1988 zum kommissarischen Direktor und 1989 zum Direktor dieses Museums ernannt. In dieser Zeit widmete sich allen anfallenden museologischen Arbeiten und war an über 50 Sonderausstellungen beteiligt. Sein Spezialgebiet waren die Tasteninstrumente und hier vor allem die Orgel und das Clavichord.
Von 1965 bis 1990 war er Mitglied des Rates für Museumswesen beim Ministerium für Kultur.
Schrammek betrieb umfangreiche wissenschaftliche Forschungen zur Geschichte der Orgel. Sein Interesse galt insbesondere der mitteldeutschen Orgellandschaft. Auf diesem Gebiet war er ein ausgewiesener Experte für alle bautechnischen, aufführungspraktischen und liturgischen Fragen. Als solcher war er an der Rettung und Restaurierung zahlreicher historischer Orgeln in Sachsen, Sachsen-Anhalt und Thüringen maßgeblich beteiligt.
Am 27. Mai 1968 leitete er unter konspirativen Umständen die Rettung der kleinen Orgel aus der bereits zur Sprengung vorbereiteten Leipziger Universitätskirche.
1993 wurde er in die Kommission „Kunstgeschichte, Literatur- und Musikwissenschaft“ der Sächsischen Akademie der Wissenschaften zu Leipzig und 1994 zum außerplanmäßigen Professor berufen.
Nach dem Eintritt in den Ruhestand im Jahre 1995 war Schrammek bis 2006 Gastprofessor an der Universität Leipzig und wirkte bis 2011 als Dozent
am Ausbildungsmusikkorps der Bundeswehr in Hilden. Seit 2004 war er Mitglied der universitären Rektoratskommission „Orgel für den Neubau der Aula/Kirche am Campus Augustusplatz“, dessen Konzept er wesentlich geprägt hat.

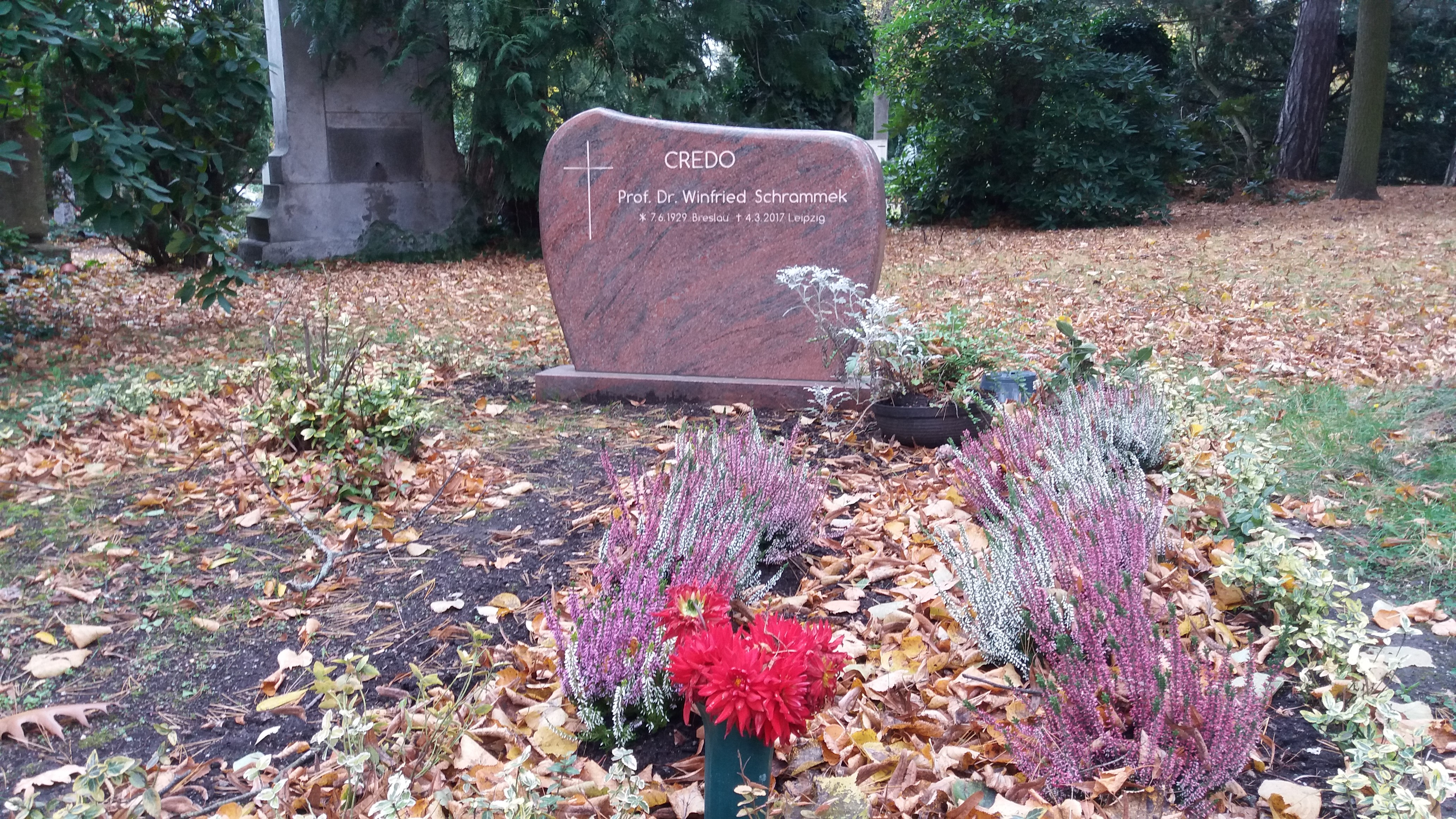
Grabstätte Winfried Schrammek

### Kirchenmusiker
Neben seiner beruflichen Tätigkeit war Winfried Schrammek Organist und Chorleiter an der katholischen Kirche St. Bonifatius. Bis 1990 gehörte er einem Collegium musicum, dem „Chorus Cantorum“, an, das sich ausschließlich der Erforschung und werkgetreuen Aufführung des Gregorianischen Chorals widmete. Bei Konzerten trat er insbesondere als Interpret mittelalterlicher Orgel- und Clavichordmusik hervor. Eine enge Zusammenarbeit bestand mit Hans Grüß und dessen Capella Fidicinia. Als Organist und Sachverständiger wirkte er zudem bei zahlreichen Aufnahmen für Radio und CD mit.

## Familie
Winfried Schrammek war verheiratet mit Annemarie Schrammek, geborene Fruwert (1929–2024). Einer seiner beiden Söhne ist der Musikwissenschaftler Bernhard Schrammek.
Winfried Schrammek wurde in der Universitätsrabatte der II. Abteilung des Leipziger Südfriedhofs, unweit des Grabes seines Lehrers Heinrich Besseler, beerdigt.

## Ehrungen
- 1999: Leipziger Universitätsmedaille
- 1999: Bundesverdienstkreuz 1. Klasse

## Publikationen (Auswahl)

### Bücher
- Über Ursprung und Anfänge der Musik. Breitkopf & Härtel Musikverlag, Leipzig 1957.
- Musikinstrumente. Fotos R. Langematz. Prisma-Verlag, Leipzig 1970.
- Museum Musicum. Fotos S. und V. Herre. Edition Peters, Leipzig 1981, DNB 830596682.
- Bach-Orgeln in Thüringen und Sachsen. Nationale Forschungs- und Gedenkstätten Joh.Seb.Bachs, Leipzig 1984.
- mit Klaus Gernhardt und Hubertus Henkel: Orgelinstrumente, Harmoniums. In: Katalog des Musikinstrumenten-Museums. Bd. 6, Deutscher Verlag für Musik, Leipzig 1983.
- Magister und Musicus. Hans Grüß zum Gedenken. Universität Leipzig 2005.
- Über das Jodeln im Harz. Wernigerode 2005.
- Über das Birkenblattblasen im Harz. Halle an der Saale 2010.

### Artikel
- Die mg. Stellung der Orgeltriosonaten von J. S. Bach. In: Bach Jahrbuch 1954, S. 7–28.
- Birkenblattblasen. In: Festschrift Heinrich Besseler. Leipzig 1961, S. 7–14.
- Die Geschichte des sogenannten Harzspruchs vom Mittelalter bis zur Gegenwart. In: Journal of the International Folk Music Council. 13, 1961, S. 50–53.
- Die Ausbildung von Musikinstrumenten-Restauratoren im Musikinstrumenten-Museum in der Karl-Marx-Universität Leipzig. In: Neue Museumskunde. 12, 1969, S. 98–105.
- Johann Sebastian Bach, Gottfried Silbermann und die französische Orgelkunst. In: Bach-Studien. 5, Leipzig 1975, 93–107
- Viola Pomposa und Violoncello piccolo bei Johann Sebastian Bach. In: Kongressbericht Bachfest Leipzig 1975. Leipzig 1977, S. 345–354.
- Versuch über Johann Sebastian Bachs Vorstellung von Orgelbau, Orgeldisposition und Orgelregistrierung. In: Bach-Studien. 7, Leipzig 1982, S. 192–211.
- Zur Geschichte der großen Orgel in der Thomaskirche zu Leipzig von 1601–1885. In: Beiträge zur Bachforschung. 2, Leipzig 1983, S. 46–55.
- Die Viola d’amore zur Zeit Johann Sebastian Bachs. In: Bach-Studien. 9, Leipzig 1986, S. 56–66.
- Orgel, Positiv, Clavicymbel und Glocken der Schloßkirche zu Weimar 1658 bis 1774. In: Kongressbericht Bachfest Leipzig 1985. Leipzig 1988, S. 99–111.
- Über den Wert von Musikinstrumenten. In: Arbeitsblatt Nr. 2 der Sächsischen Akademie der Wissenschaften. Leipzig 1998, S. 25–31.
- Gregorianischer Choral zur Zeit der zweiten Jahrtausendwende – Betrachtungen anläßlich der Ars Gregoriana von Helmut Kirchmeyer. In: Arbeitsblatt Nr. 16/I der Sächsischen Akademie der Wissenschaften. Leipzig 2000, S. 5–19.
- Musen – Museum – Musica. In: Theatrum Instrumentorum Dresdense. Schneverdingen 2003, S. 27–35.
- „Verwehter Klang“ – Erinnerungen an den Komponisten Hermann Buchal. In: Musikgeschichte zwischen Ost und West: von der 'musica sacra' bis zur Kunstreligion. Festschrift für Helmut Loos zum 65. Geburtstag. Leipzig 2015, S. 724–733.
- Sämtliche Artikel über Musikinstrumente und Instrumentenbauer in 7 verschiedenen Ausgaben von Meyers Lexikon. Leipzig 1968–1980.
- Sämtliche Artikel über Musikinstrumente und Instrumentenbauer sowie über musikalisch-liturgische Begriffe im Lexikon der Renaissance. Leipzig 1989.

### Editionen
- mit K. Fiedler, P. Nedo, K. Petermann: Volkslieder aus deutschen Landschaften. 7 Bände: Obersachsen (1958), Harz (1957), Hessen (1958), Thüringen (1959), Sachsen-Anhalt (1958) Lausitzer Sorben (1960), Mecklenburg (1960).